# Calamaria melanota
Espèce
Synonymes
- Calamaria linnaei var. melanota Jan, 1862
- Calamaria linnaei var. gastrogramma Jan, 1862
- Calamaria benjaminsi Edeling, 1864
- Calamaria electa Barbour, 1927

Statut de conservation UICN

 LC  : Préoccupation mineure
Calamaria melanota  est une espèce de serpents de la famille des Colubridae.

## Répartition
Cette espèce est endémique de Bornéo. Elle se rencontre au Kalimantan en Indonésie et au Sarawak en Malaisie orientale.

## Publication originale
- Jan, 1862 : Enumerazione sistematico delle specie d'ofidi del gruppo Calamaridae. Archivio per la zoologia, l'anatomia e la fisiologia, vol. 2, p. 1-76 (texte intégral).